# COLOR LIFE 5 WATERPROOF
COLOR LIFE 5 WATER PROOF（カラー ライフ ファイヴ ウォータープルーフ）はパナソニック モバイルコミュニケーションズが開発しソフトバンクモバイルが販売するW-CDMA通信方式の携帯電話端末。2015年夏モデルのフィーチャーフォンである。モデル番号は401PM。

## 概要
- Y!mobileブランドとの型番方式統一に伴い、メーカー略号が2文字化してから初めて発表された「PM」（Panasonic Mobile）端末[2]。
- ソフトバンクモバイルが発売するフィーチャーフォンとしては、初めてSIMロック解除に対応している。
- COLOR LIFEシリーズ5世代目にして、初めてサブディスプレイ搭載となった。
- 先代となるSoftBank 301Pとオプションや附属品を一部共通化しており、卓上アダプタは同一となっており、電池パックは301Pの買い増し用と401PMの附属品が共通となっている。
- なお、パナソニック モバイルコミュニケーションズは2022年4月1日にパナソニック システムソリューションズ ジャパンに吸収合併されてパナソニック コネクトとなり、一般向け携帯電話端末から撤退したため、本機がソフトバンク向けの最終機種となった。

## 主な機能・サービス
| 主な機能・サービス | 主な機能・サービス              | 主な機能・サービス   | 主な機能・サービス |
| ------------------ | ------------------------------- | -------------------- | ------------------ |
| 防水               | プラチナバンド                  | モバイルウィジェット |                    |
| 緊急速報メール     | 楽デコ                          | S!速報ニュース       |                    |
| PCサイトブラウザ   | 電子コミック                    | S!アプリ             |                    |
| 着うたフル／着うた | デコレメール                    | S!電話帳バックアップ |                    |
| S!FeliCa           | ケータイWi-Fi                   | S!GPSナビ            |                    |
| ダブルナンバー     | TVコール※注                     | 世界対応ケータイ     |                    |
| ワンセグ           | 3G ハイスピード 下り最大7.2Mbps | PCメール             |                    |

※サブカメラを装備していない為、テレビ電話を利用する場合には注意が必要